# Phil Lanzon
Phil Lanzon (23 marzo 1950) è un tastierista britannico.
È famoso per essere il tastierista degli Uriah Heep.

## Biografia
Inizia a suonare le tastiere fin da piccolo. Incontra ben presto il futuro Heep Bernie Shaw, con il quale realizzerà un disco insieme nei "Grand Prix". Dopo aver militato in vari gruppi, nel 1985 si unisce agli Sweet, e l'anno dopo è negli Uriah Heep, band nella quale milita tuttora.

## Discografia

### Con Chris Spedding
- 1980 - "I'm Not Like Everbody Else"

### Con i Grand Prix
- 1980 - "Grand Prix"
- 1982 - "There For None To See"
- 1983 - "Samurai"

### Con i GMT
- 1991 - "War Games"

### Con Tarracco
- 1985 - "Big Bang"

### Con Grant & Forsyth
- 1999 - "Let's Dance"

### Con i Lionheart
- 1999 - "Unearthed - Raiders of the Lost Archives"

### Con gli Sweet
- 1999 - "Live At The Marquee"

### Con John Lawton & Steve Dunning
- 2002 - "Steppin' It Up"

### Con Steve Glen
- 2004 - "Look Left Look Right"

### Con gli Uriah Heep

#### Album in studio
- 1989 - Raging Silence
- 1991 - Different World
- 1995 - Sea of Light
- 1998 - Sonic Origami
- 2008 - Wake the Sleeper
- 2009 - Celebration
- 2011 - Into the Wild
- 2014 - Outsider
- 2018 - Living the Dream
- 2023 - Chaos & Colour

#### Live
- 1988 - Live in Moscow
- 1996 - Spellbinder Live
- 2000 - Future Echoes of the Past
- 2001 - Acoustically Driven
- 2001 - Electrically Driven
- 2002 - The Magician's Birthday Party
- 2003 - Live in the USA
- 2004 - Magic Night